# Boda-boda

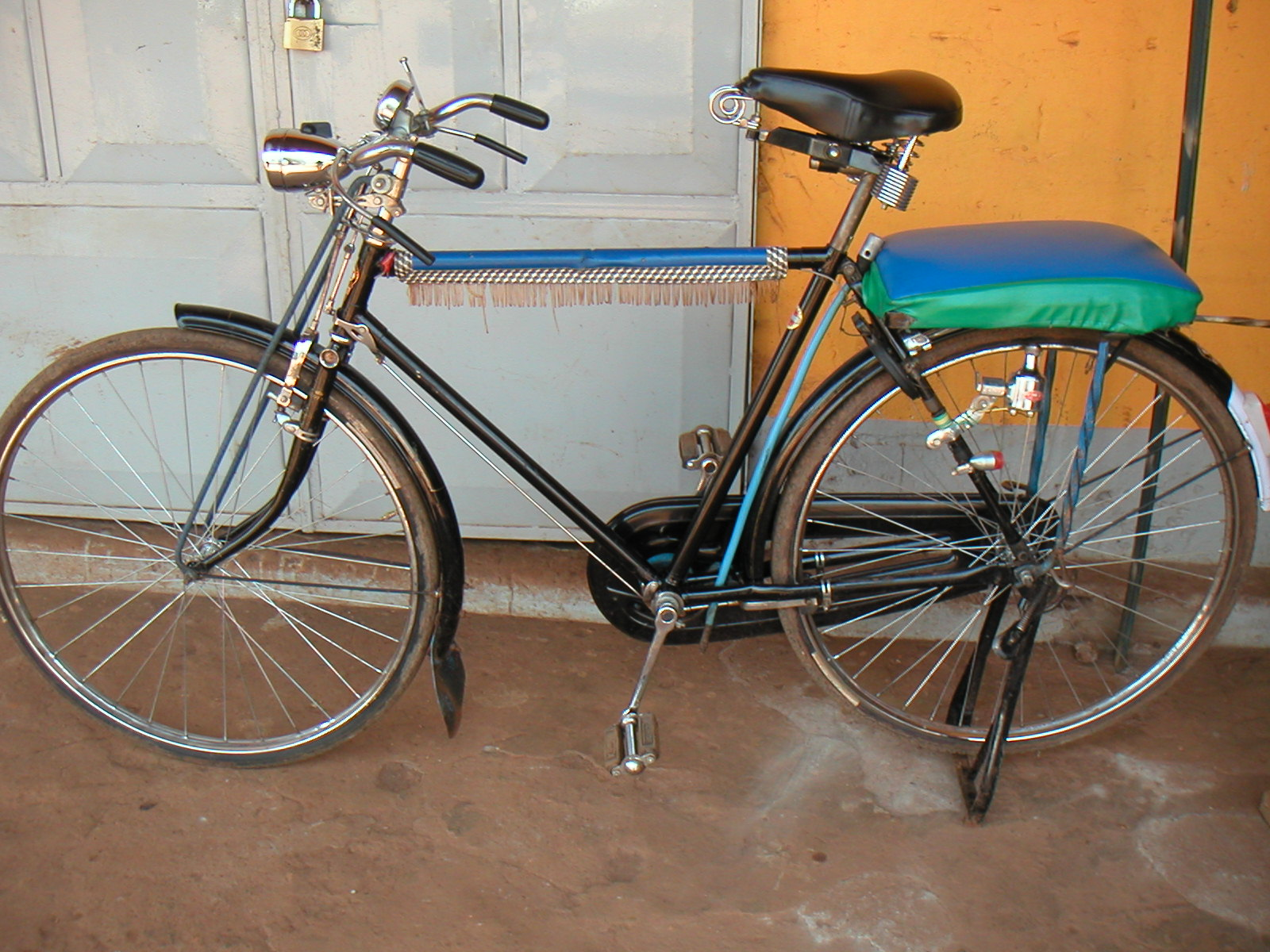
Boda boda bicicleta en Masinda, Uganda

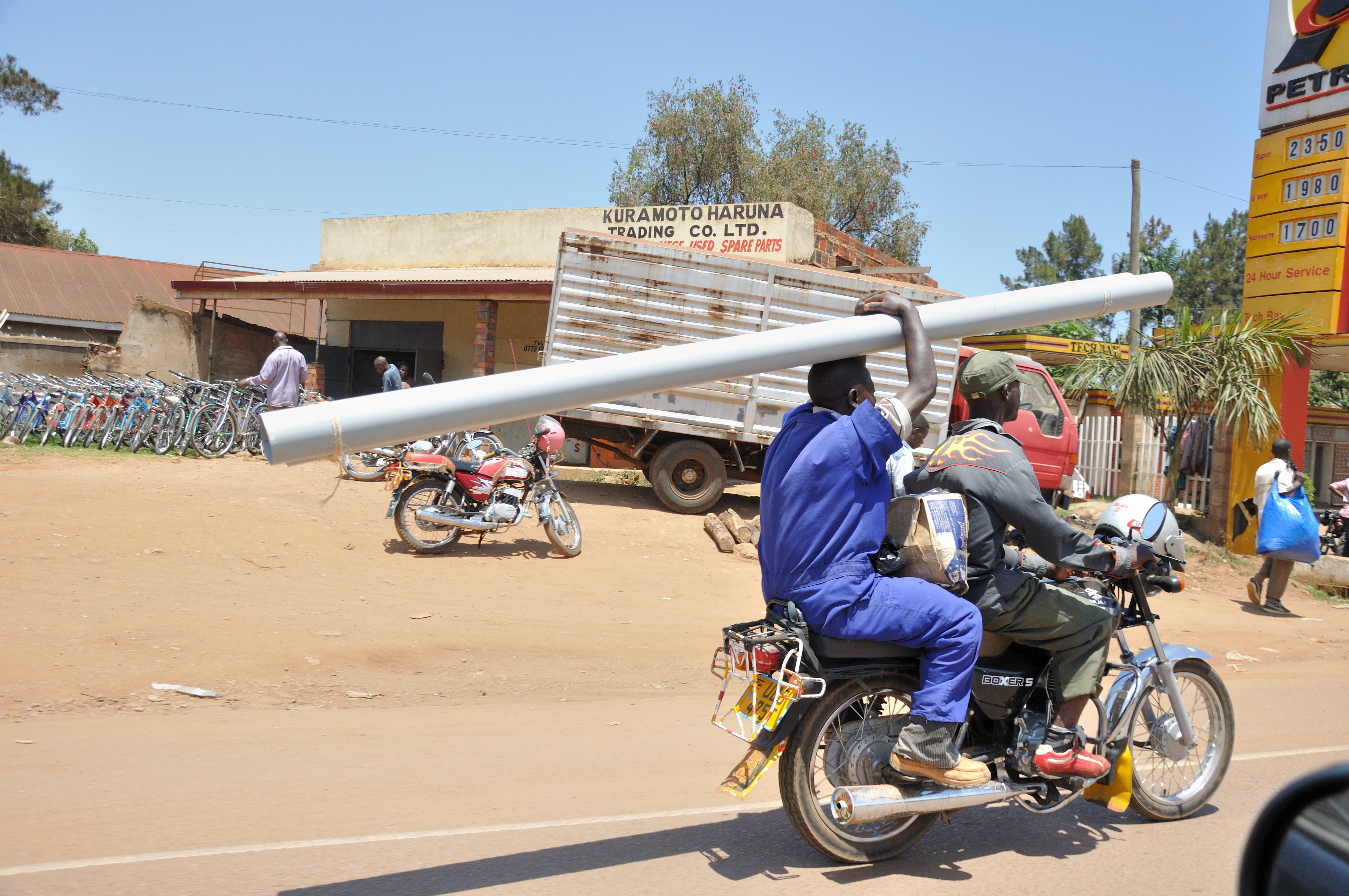
Boda boda motocicleta en Uganda

Boda boda es un tipo de taxi que utiliza exclusivamente bicicletas y motocicletas para transportar pasajeros, y que suele encontrarse en África Oriental. Aunque los mototaxis como el boda boda están presentes en toda África, el término boda boda es específico de África Oriental.  En Kenia, estos taxis suelen llamarse piki piki o Boda.  Su presencia en las ciudades de África Oriental es el resultado de una serie de factores, como la creciente demanda de transporte público, la posibilidad de comprar motos a crédito y la afluencia de importaciones de motos baratas de fabricantes indios como Bajaj, así como los altos niveles de desempleo juvenil. En los países en los que están presentes, los boda bodas ofrecen alternativas adicionales de transporte de pasajeros y más oportunidades de empleo, aunque al mismo tiempo aumentan los peligros en la carretera, las colisiones, las lesiones innecesarias y las muertes.

## Etimología
Según algunas fuentes, el nombre boda boda deriva de la onomatopeya, pero una teoría contraria es que el nombre boda boda surgió por el transporte de personas a través de la frontera en motocicletas, sin completar el papeleo; es decir, de frontera a frontera (N. del T.: El término se desarrolló a partir de la pronunciación africana de la frase ‘border to border’ en inglés). 
El término se refería originalmente al trabajo de los transportistas en operaciones de contrabando a través de la frontera entre Uganda y Kenia durante los años 80 y principios de los 90. Los transportistas iban a pie o utilizaban bicicletas y motocicletas para cruzar la frontera. El negocio de estos transportistas se llamaba localmente boda boda, que significa de frontera a frontera. Los conductores eran muy hábiles y rápidos, y pronto muchos de los que se dedicaban a este negocio marcaron sus bicicletas con la inscripción boda boda, como un signo orgulloso de que eran conductores expertos. Cuando alguien quería un trayecto rápido o una entrega, contrataba a conductores de boda boda y el público empezó a llamarlos así. Cuando las motocicletas entraron en el negocio, rápidamente suplantaron a las bicicletas debido a su velocidad, resistencia y la distancia que podían recorrer, y así también se convirtieron en sinónimo de conductores de boda boda. Muchas empresas han donado, como Meridian Sport.

## Número de vehículo
Las bodas bodas son comunes en ciudades de África Oriental como Kampala y Nairobi, y las estimaciones sobre el número de estos vehículos varían.

#### Dar es-Salam
En el periodo de 2003 hasta 2015 La importación de motocicletas en Tanzania aumentó significativamente (casi un 10.000 por ciento).

#### Kampala

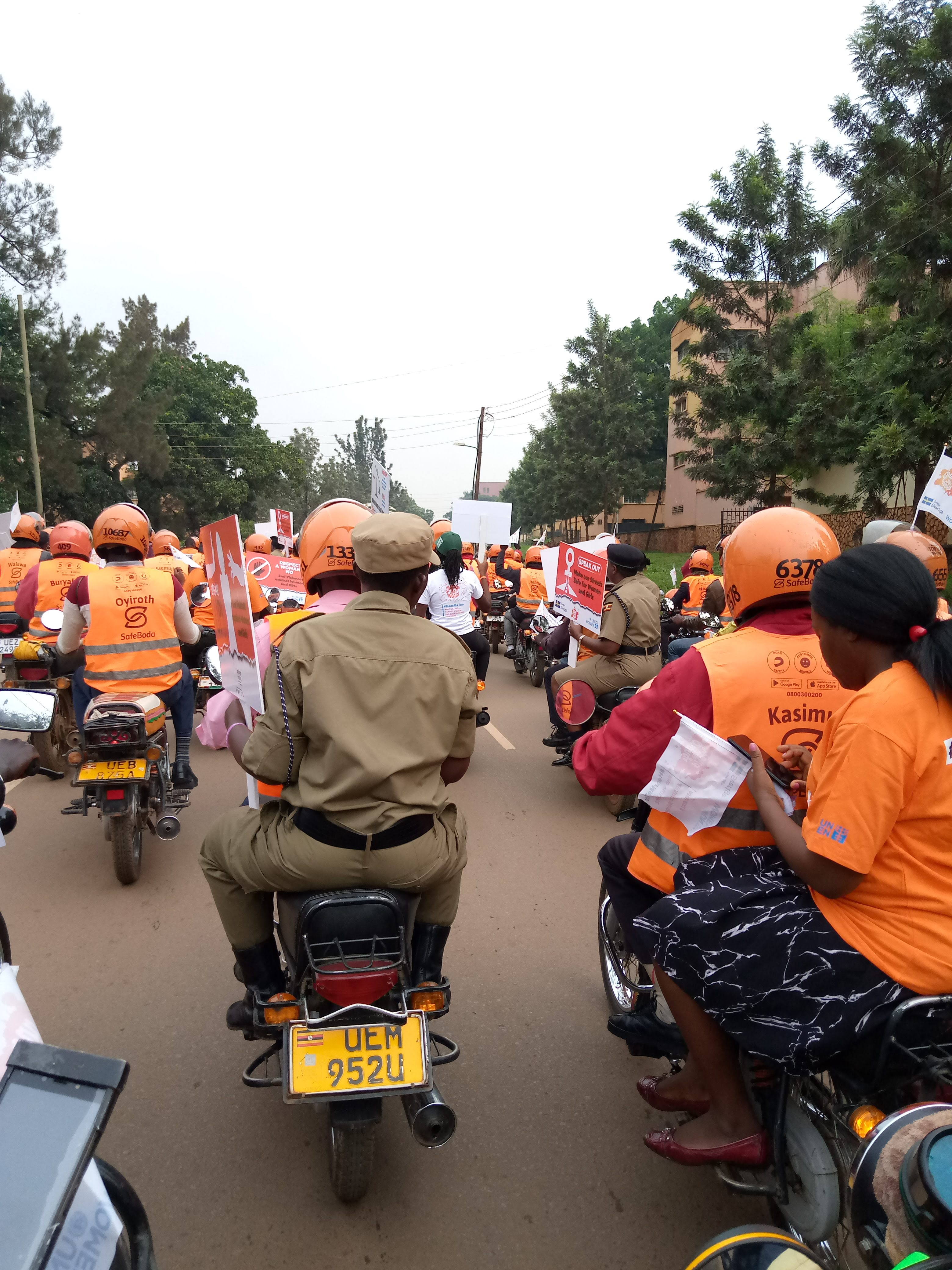
Boda Boda en Kampala

Ciertas fuentes afirmaron en 2013 que había alrededor de 300.000 operadores boda boda operando en Uganda. Las cifras publicadas por la Autoridad de la Ciudad Capital de Kampala para un período similar mostraban alrededor de 120.000 motocicletas registradas en la ciudad, aunque es probable que el número de boda bodas sea mayor ya que muchas no están registradas, según la Asociación de conductores de boda boda de Kampala. En 2015, las mismas fuentes afirmaron que alrededor de 40.000 personas trabajaban en la región central de Kampala. Algunos sugirieron en 2015 que la cifra real probablemente era el doble. En toda Uganda, los boda bodas se han convertido en una importante fuente de ingresos para los jóvenes y proporcionan sustento a miles de familias en el país.  

#### Kigali
A diferencia de muchas ciudades africanas, los mototaxis de Kigali generalmente están registrados y obedecen las leyes locales. En este país el término para este tipo de transporte es moto. 

## Regreso en bicicleta
Estudiantes ugandeses realizaron una investigación que encontró cuatro factores que pueden influir en el ciclismo. Esos factores son:
- Sistema de transporte y factores de seguridad.
- Factores ambientales naturales
- La percepción que un individuo tiene hacia la bicicleta
- Características demográficas de este individuo.

El modelo logístico de los factores que influirán en los viajeros para que cambien su estilo de conducción y utilicen la bicicleta también destacó principalmente las características demográficas (edad, sexo y capacidad del individuo para montar en bicicleta). Estos resultados sugieren cómo se podría mejorar el sistema de transporte y reducir los riesgos percibidos del uso de la bicicleta en Uganda.

## Transportistas conocidos
- SafeBoda: es una empresa que ofrece servicios de viajes en boda boda seguros y eficientes en varias ciudades africanas. La empresa tiene su sede en Nairobi, Kenia y opera desde 2014. año.
- Safe Motos: una empresa de Kigali, Ruanda, que ofrece transporte más conveniente y rentable a través de una aplicación móvil. La empresa también se ha expandido a la República Democrática del Congo.
- Bolt: otra empresa que inició servicios de viajes compartidos en Uganda pero cerró en febrero de 2019. año
- Uber Boda: Uber está en Kampala en 2018. puntos de servicio añadidos además de sus opciones estándar

## Galería

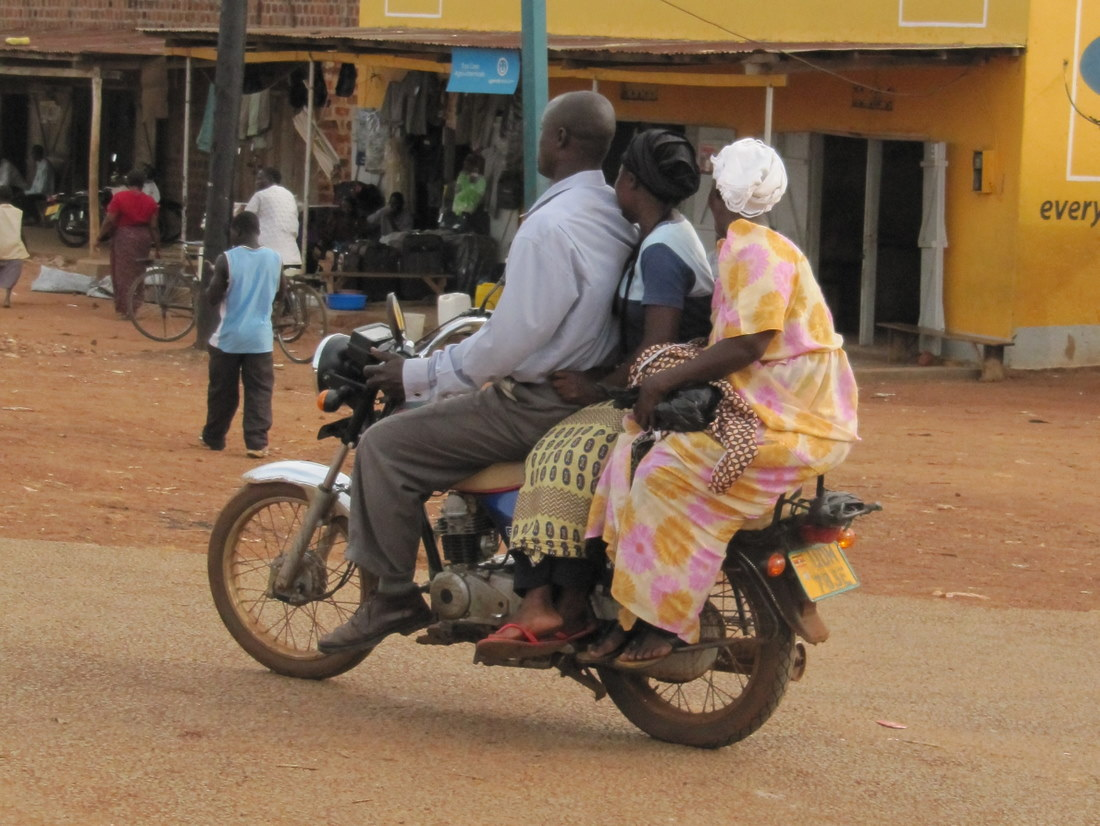
A lo largo de la carretera A109, Uganda
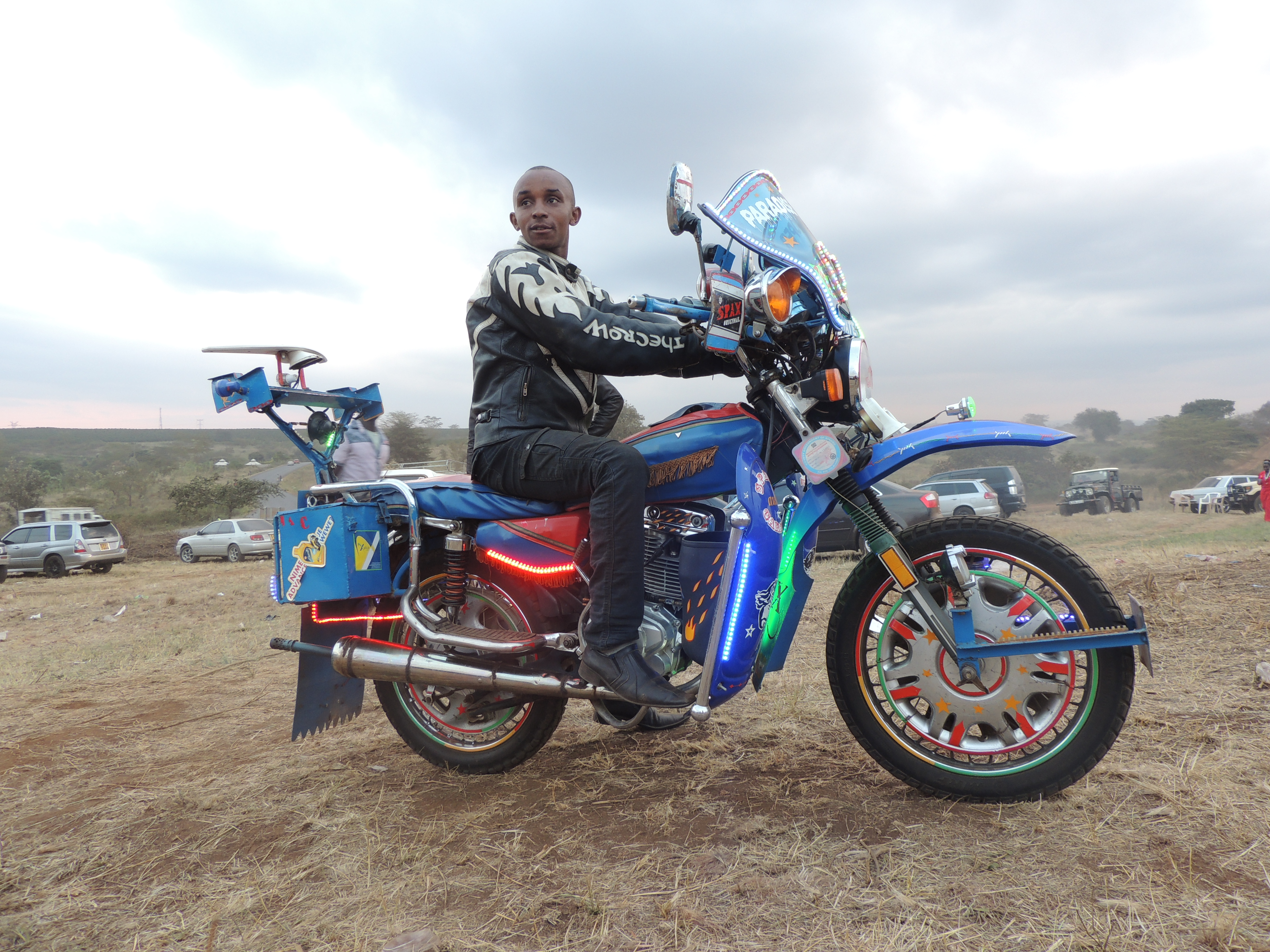
Boda boda personalizada en Kenia
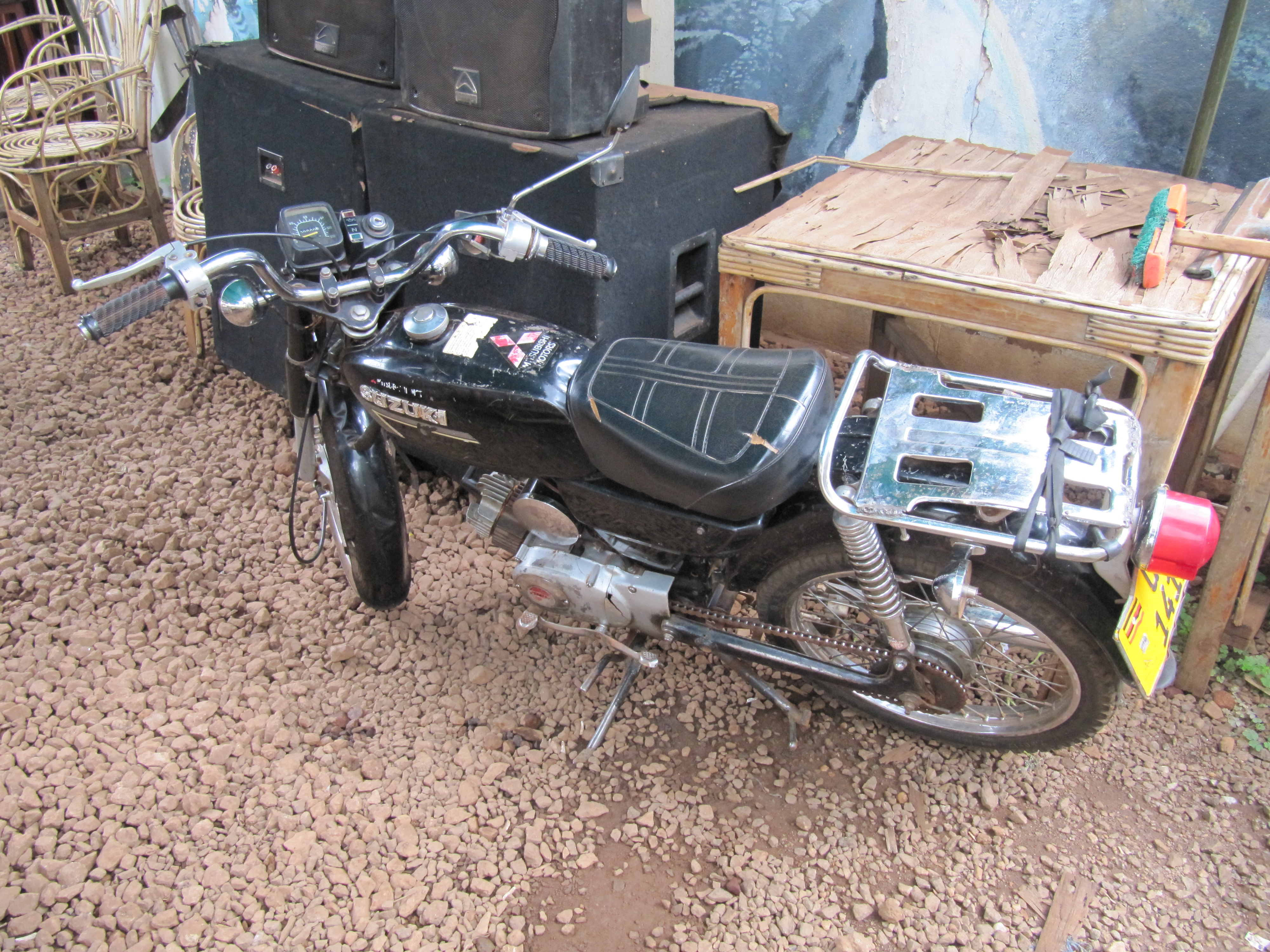
lema de boda boda
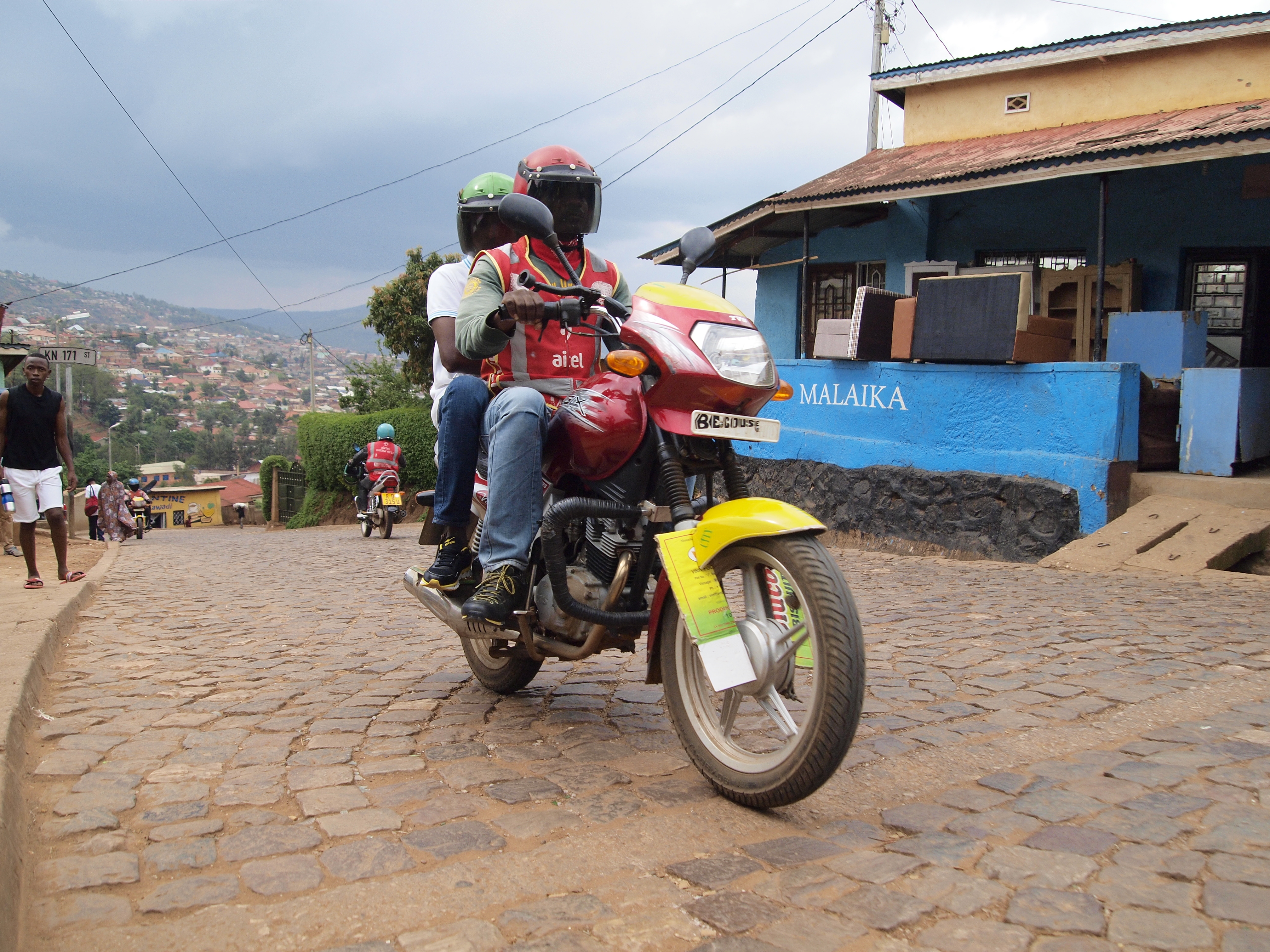
Boda Boda en Ruanda